# Enterocolitis necrosante
Enterocolitis necrosante o necrotizante (ECN) es una enfermedad que aparece en recién nacidos, especialmente en prematuros, y que consiste en inflamación que causa destrucción (necrosis) de cantidades variables de intestino.  La causa es desconocida aunque se sabe que influyen factores como la infección, la alimentación por fórmulas lácteas, y la prematurez, lo que se explicaría por una inmadurez de la mucosa intestinal y de los sistemas de defensa inmunológicos.
Existe una relación inversa entre la edad gestacional y el riesgo de desarrollar una enterocolitis necrotizante.
Esta enfermedad se produce con relativa frecuencia, con una media de 1,3 casos por mil recién nacidos vivos, donde aproximadamente un 85 % de ellos son de pretérmino.

## Signos y síntomas
Esta enfermedad se manifiesta con diversos signos sistémicos, como apnea, dificultad respiratoria, inestabilidad térmica (fiebre o hipotermia), letargia, intolerancia alimentaria; y signos abdominales como distensión abdominal, retención gástrica, vómitos, diarrea, abdomen enrojecido o de color anormal y sangre en heces (hematoquecia). La aparición de hipotensión puede indicar la progresión a una forma más grave de la enfermedad.

## Diagnóstico
El diagnóstico se hace clínicamente, pero se puede usar apoyo de imágenes, como una radiografía abdominal. Algunos signos en la radiografía de abdomen que apoyan el diagnóstico con la dilatación de asas intestinales, edema de la pared intestinal, y el signo más característico que define esta enfermedad, es la llamada neumatosis intestinal, que es la presencia de aire adentro de la pared intestinal.
Se utiliza para clasificar, las llamadas etapas de Bell:
- Etapa I: ECN sospechada. Signos no específicos como distensión abdominal, residuo gástrico elevado, inestabilidad térmica, apnea. Se divide a su vez en etapas IA o IB por la ausencia (A) o presencia (B) de sangre en las heces.
- Etapa II: ECN probada. A lo anterior se le suma ausencia de ruidos intestinales, y los signos característicos de la radiografía. Se divide también en IIA o IIB según si se le considera levemente enfermo (A) o moderadamente enfermo (B), por signos como acidosis metabólica y trombocitopenia.
- Etapa III: ECN avanzada o severa. Se caracteriza por tener signos sistémicos como hipotensión, bradicardia, acidosis mixta (metabólica y respiratoria) y coagulación intravascular diseminada. Se divide en etapas IIIA y IIIB según la presencia o ausencia de perforación intestinal.

## Tratamiento

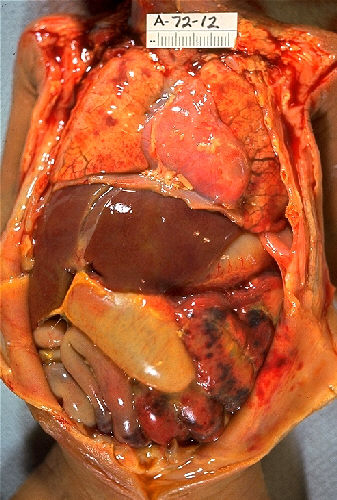
Patología macroscópica de la enterocolitis necrosante neonatal

En caso de sospecharse que el niño sufre este trastorno el médico interrumpirá la alimentación e iniciará alimentación intravenosa. Se le colocará una sonda en el estómago para vaciar de aire y líquidos el estómago e intestino.  Se tratará con antibióticos y se controlará su evolución.
La mayoría de los casos de niños con ECN se recuperan y no sufren problemas adicionales. Sin embargo, en algunos casos puede requerir cirugía u ocasionar problemas intestinales en el futuro.